# 矢部敬三
矢部 敬三 （やべ けいぞう、1969年6月28日 - ）は、日本の俳優、スーツアクター。神奈川県出身。レッド・エンタテインメント・デリヴァー所属。身長178cm。

## 人物
2017年に『宇宙戦隊キュウレンジャー』のヘビツカイシルバー役で初めてスーパー戦隊シリーズのレギュラーヒーロー役を務めた。

## 出演

### テレビドラマ
- ボイスラッガー（1999年）
- 侵略美少女ミリ（2000年 - 2001年）

### 特撮テレビドラマ
- メタルヒーローシリーズ（テレビ朝日）
  - ビーロボカブタック（1997年 - 1998年）
  - テツワン探偵ロボタック（1998年 - 1999年） - スピーダム[2]
- スーパー戦隊シリーズ（テレビ朝日）
  - 星獣戦隊ギンガマン（1998年 - 1999年）
  - 未来戦隊タイムレンジャー（2000年 - 2001年）
  - 百獣戦隊ガオレンジャー（2001年 - 2002年） - バイクオルグ[3]
  - 特捜戦隊デカレンジャー（2004年 - 2005年） - ワンデ星人ニワンデ[4]、ブコス星人ジャッキル[5]
  - 轟轟戦隊ボウケンジャー（2006年 - 2007年）
  - 獣拳戦隊ゲキレンジャー（2007年 - 2008年）
  - 炎神戦隊ゴーオンジャー（2008年 - 2009年）
  - 侍戦隊シンケンジャー（2009年 - 2010年）
  - 天装戦隊ゴセイジャー（2010年 - 2011年）
  - 海賊戦隊ゴーカイジャー（2011年 - 2012年）
  - 特命戦隊ゴーバスターズ（2012年 - 2013年）
  - 獣電戦隊キョウリュウジャー（2013年 - 2014年） - キョウリュウシアン[6]、デーボモンスター（デーボ・ヒョーガッキ[7]、デーボ・ペシャンゴ[8]、デーボ・ローヤローヤ[9]、デーボ・ドロンボス[10]、デーボ・バティシエ[11]、デーボ・ウイルスン[12]、デーボ・ヤキゴンテ[13]、デーボ・キビシーデス[14]、デーボ・タナバンタ[15]）、守護騎士・カンブリ魔[16]、エンドルフ[17]、マッドトリン[18]、ギガントブラギオー[19]
  - 烈車戦隊トッキュウジャー（2014年 - 2015年） - バッグシャドー[20]、バケツシャドー[21]
  - 手裏剣戦隊ニンニンジャー（2015年 - 2016年）
  - 動物戦隊ジュウオウジャー（2016年 - 2017年）
  - 宇宙戦隊キュウレンジャー（2017年 - 2018年） - ヘビツカイシルバー[22][1] / ヘビツカイメタル[1]
  - 快盗戦隊ルパンレンジャーVS警察戦隊パトレンジャー（2018年 - 2019年） - ルパンマグナム（ロボモード）[23]
  - 騎士竜戦隊リュウソウジャー（2019年 - 2020年） - キシリュウネプチューン[24]、タンクジョウ[25]、ゴーストシップマイナソー[26]
  - 魔進戦隊キラメイジャー（2020年 - 2021年） - ガルザ[27] / ロードガルザ[28]、スモッグジョーキー[28]
  - 機界戦隊ゼンカイジャー（2021年 - 2022年）
  - 爆上戦隊ブンブンジャー（2024年）
  - ナンバーワン戦隊ゴジュウジャー（2025年）
- 仮面ライダーシリーズ（テレビ朝日）
  - 仮面ライダークウガ（2000年 - 2001年）
  - 仮面ライダーアギト（2001年 - 2002年） - アンノウン怪人[1]
  - 仮面ライダー龍騎（2002年 - 2003年） - 仮面ライダーライア[29]、メタルゲラス[29][30]、マグナギガ[30]、各種代役（龍騎、ナイト、王蛇、オーディン、リュウガ、シザース、インペラー）[30]
  - 仮面ライダー555（2003年 - 2004年） - オートバジン[29]、クロコダイルオルフェノク[29]、センチピードオルフェノク[31] 他
  - 仮面ライダー剣（2004年 - 2005年）
  - 仮面ライダー響鬼（2005年 - 2006年） - 仮面ライダー斬鬼（十五・十六之巻）[32][1]、ダイバー（二十之巻）
  - 仮面ライダーカブト（2006年 - 2007年）
  - 仮面ライダー電王（2007年 - 2008年）
  - 仮面ライダーキバ（2008年 - 2009年）
  - 仮面ライダーディケイド（2009年）
  - 仮面ライダーW（2009年 - 2010年）
  - 仮面ライダーオーズ/OOO（2010年 - 2011年）
  - 仮面ライダーフォーゼ（2011年 - 2012年）
  - 仮面ライダーウィザード（2012年 - 2013年）
  - 仮面ライダー鎧武/ガイム（2013年 - 2014年）

### 映画
- 仮面ライダーシリーズ
  - 劇場版 仮面ライダーアギト PROJECT G4（2001年）
  - 劇場版 仮面ライダー龍騎 EPISODE FINAL（2002年）
  - 劇場版 仮面ライダー555 パラダイス・ロスト（2003年）
  - 劇場版 仮面ライダー剣 MISSING ACE（2004年）
  - 劇場版 仮面ライダー響鬼と7人の戦鬼（2005年） - 仮面ライダー歌舞鬼[33]
  - 劇場版 仮面ライダーカブト GOD SPEED LOVE（2006年）
  - 劇場版 仮面ライダー電王 俺、誕生!（2007年）
  - 劇場版 仮面ライダーキバ 魔界城の王（2008年） - 仮面ライダーアーク[29]
  - 仮面ライダー×仮面ライダー オーズ&ダブル feat.スカル MOVIE大戦CORE（2010年）
  - オーズ・電王・オールライダー レッツゴー仮面ライダー（2011年） - 岩石大首領
  - 仮面ライダー×仮面ライダー フォーゼ&オーズ MOVIE大戦MEGA MAX（2011年）
  - 仮面ライダーフォーゼ THE MOVIE みんなで宇宙キターッ!（2012年）
  - 仮面ライダー×仮面ライダー ウィザード&フォーゼ MOVIE大戦アルティメイタム（2012年）
  - 仮面ライダー×仮面ライダー 鎧武&ウィザード 天下分け目の戦国MOVIE大合戦（2013年）
  - 劇場版 仮面ライダー鎧武 サッカー大決戦!黄金の果実争奪杯!（2014年）
  - 仮面ライダー平成ジェネレーションズ Dr.パックマン対エグゼイド&ゴーストwithレジェンドライダー（2016年）
- スーパー戦隊シリーズ
  - 特捜戦隊デカレンジャー THE MOVIE フルブラスト・アクション（2004年）
  - 電影版 獣拳戦隊ゲキレンジャー ネイネイ!ホウホウ!香港大決戦（2007年）
  - 炎神戦隊ゴーオンジャー BUNBUN!BANBAN!劇場BANG!!（2008年）
  - 劇場版 炎神戦隊ゴーオンジャーVSゲキレンジャー（2009年）
  - ゴーカイジャー ゴセイジャー スーパー戦隊199ヒーロー大決戦（2011年）
  - 海賊戦隊ゴーカイジャー THE MOVIE 空飛ぶ幽霊船（2011年）
  - 特命戦隊ゴーバスターズ THE MOVIE 東京エネタワーを守れ!（2012年）
  - 特命戦隊ゴーバスターズVS海賊戦隊ゴーカイジャー THE MOVIE（2013年） - バッカス・ギル[29]、バスターヘラクレス[29]
  - 劇場版 獣電戦隊キョウリュウジャー ガブリンチョ・オブ・ミュージック（2013年）
  - 獣電戦隊キョウリュウジャーVSゴーバスターズ 恐竜大決戦! さらば永遠の友よ（2014年）
  - 烈車戦隊トッキュウジャー THE MOVIE ギャラクシーラインSOS（2014年） - ナイル伯爵[34]
  - 烈車戦隊トッキュウジャーVSキョウリュウジャー THE MOVIE（2015年）
  - 劇場版 動物戦隊ジュウオウジャーVSニンニンジャー 未来からのメッセージ from スーパー戦隊（2017年）
  - 宇宙戦隊キュウレンジャー THE MOVIE ゲース・インダベーの逆襲（2017年）
  - 快盗戦隊ルパンレンジャーVS警察戦隊パトレンジャー en film（2018年）
  - 魔進戦隊キラメイジャー エピソードZERO（2020年） - ガルザ[28]
  - 魔進戦隊キラメイジャー THE MOVIE ビー・バップ・ドリーム（2021年） - ガルザ[35]
  - ナンバーワン戦隊ゴジュウジャー 復活のテガソード（2025年）
- ウルトラシリーズ
  - ULTRAMAN（2004年） - 特殊部隊隊員
  - ウルトラマンメビウス&ウルトラ兄弟（2006年） - ウルトラマンA
- スーパーヒーロー大戦シリーズ
  - 仮面ライダー×スーパー戦隊 スーパーヒーロー大戦（2012年）
  - 仮面ライダー×スーパー戦隊×宇宙刑事 スーパーヒーロー大戦Z（2013年）
  - 平成ライダー対昭和ライダー 仮面ライダー大戦 feat.スーパー戦隊（2014年）
  - スーパーヒーロー大戦GP 仮面ライダー3号（2015年）
  - 仮面ライダー×スーパー戦隊 超スーパーヒーロー大戦（2017年）
- 椿三十郎（2007年）
- 海賊戦隊ゴーカイジャーVS宇宙刑事ギャバン THE MOVIE（2012年）
- セイバー+ゼンカイジャー スーパーヒーロー戦記（2021年）

### Vシネマ
- XX
- SISTER BOMBER
- テツワン探偵ロボタック&カブタック 不思議の国の大冒険（1998年）
- 仮面ライダーシリーズ
  - 仮面ライダーアギト 3大ライダー超決戦（バトル）ビデオ アギトvsG3-Xvsギルス いま選ばれる最強ライダー（2001年）
  - 仮面ライダー555 ハイパーバトルビデオ（2003年）
  - 仮面ライダーカブト 超バトルDVD 誕生!ガタックハイパーフォーム!!（2006年）
  - 仮面ライダー電王 超バトルDVD 〜うたって、おどって、大とっくん!!〜（2007年）
  - 仮面ライダーW RETURNS（2011年）
    - 仮面ライダーアクセル
    - 仮面ライダーエターナル

  - 鎧武/ガイム外伝 仮面ライダー斬月/仮面ライダーバロン（2015年）
  - ゴースト RE:BIRTH 仮面ライダースペクター（2017年）
- スーパー戦隊シリーズ
  - 爆竜戦隊アバレンジャーVSハリケンジャー（2004年）
  - 轟轟戦隊ボウケンジャーVSスーパー戦隊（2007年） - アカレッド[29]
  - 獣拳戦隊ゲキレンジャーVSボウケンジャー（2008年）
  - 帰ってきた天装戦隊ゴセイジャー last epic（2011年）
  - 特命戦隊ゴーバスターズVSビートバスターVS J（2012年）
  - 帰ってきた特命戦隊ゴーバスターズVS動物戦隊ゴーバスターズ（2013年）
  - 獣電戦隊キョウリュウジャー でたァ〜ッ! まなつのアームド・オンまつり!!（2013年）
  - 帰ってきた獣電戦隊キョウリュウジャー 100 YEARS AFTER（2014年）
  - 帰ってきた動物戦隊ジュウオウジャー お命頂戴!地球王者決定戦（2017年）
- 萌えよ!ドラゴンガールズ（2004年）

### ネットムービー
- ネット版 仮面ライダー×スーパー戦隊 スーパーヒーロー大変 〜犯人はダレだ?!〜（2012年）
- ネット版 仮面ライダーフォーゼ みんなで授業キターッ!（2012年）

### 舞台
- 新感線☆RX『薔薇とサムライ〜GoemonRock OverDrive』
- InoueKabuki Shochiku-mix『蛮幽鬼』
- 劇団☆新感線 いのうえ歌舞伎☆壊(Punk)『蜉蝣峠』
- SHINKANSEN☆RX『五右衛門ロック』
- 新感線プロデュース いのうえ歌舞伎☆號『IZO』
- 劇団☆新感線『朧の森に棲む鬼』
- 劇団☆新感線『メタルマクベス』
- 劇団☆新感線『吉原御免状』
- 劇団☆新感線『髑髏城の七人－アオドクロ』
- 劇団☆新感線『髑髏城の七人－アカドクロ』
- －幻に心もそぞろ狂おしのわれら－将門（演出：野伏翔）

### ゲーム
- 仮面ライダー龍騎
- 仮面ライダー剣

### CM
- サッポロ黒ラベル